# Llista d'asteroides/141301-141400
| Nom      | Designació provisional | Data de descobriment   | Lloc de descobriment | Descobridor/s              |
| -------- | ---------------------- | ---------------------- | -------------------- | -------------------------- |
| 141301 - | 2001 YL104             | 17 de desembre de 2001 | Socorro              | LINEAR                     |
| 141302 - | 2001 YU106             | 17 de desembre de 2001 | Socorro              | LINEAR                     |
| 141303 - | 2001 YD108             | 17 de desembre de 2001 | Socorro              | LINEAR                     |
| 141304 - | 2001 YS108             | 18 de desembre de 2001 | Socorro              | LINEAR                     |
| 141305 - | 2001 YB111             | 18 de desembre de 2001 | Anderson Mesa        | LONEOS                     |
| 141306 - | 2001 YJ111             | 18 de desembre de 2001 | Anderson Mesa        | LONEOS                     |
| 141307 - | 2001 YK112             | 18 de desembre de 2001 | Anderson Mesa        | LONEOS                     |
| 141308 - | 2001 YT119             | 19 de desembre de 2001 | Socorro              | LINEAR                     |
| 141309 - | 2001 YP120             | 20 de desembre de 2001 | Socorro              | LINEAR                     |
| 141310 - | 2001 YC121             | 17 de desembre de 2001 | Socorro              | LINEAR                     |
| 141311 - | 2001 YD121             | 17 de desembre de 2001 | Socorro              | LINEAR                     |
| 141312 - | 2001 YU121             | 17 de desembre de 2001 | Socorro              | LINEAR                     |
| 141313 - | 2001 YK122             | 17 de desembre de 2001 | Socorro              | LINEAR                     |
| 141314 - | 2001 YR122             | 17 de desembre de 2001 | Socorro              | LINEAR                     |
| 141315 - | 2001 YZ124             | 17 de desembre de 2001 | Socorro              | LINEAR                     |
| 141316 - | 2001 YX125             | 17 de desembre de 2001 | Socorro              | LINEAR                     |
| 141317 - | 2001 YB127             | 17 de desembre de 2001 | Socorro              | LINEAR                     |
| 141318 - | 2001 YU127             | 17 de desembre de 2001 | Socorro              | LINEAR                     |
| 141319 - | 2001 YC128             | 17 de desembre de 2001 | Socorro              | LINEAR                     |
| 141320 - | 2001 YA129             | 17 de desembre de 2001 | Socorro              | LINEAR                     |
| 141321 - | 2001 YL130             | 17 de desembre de 2001 | Socorro              | LINEAR                     |
| 141322 - | 2001 YN130             | 17 de desembre de 2001 | Socorro              | LINEAR                     |
| 141323 - | 2001 YZ131             | 19 de desembre de 2001 | Socorro              | LINEAR                     |
| 141324 - | 2001 YV133             | 20 de desembre de 2001 | Kitt Peak            | Spacewatch                 |
| 141325 - | 2001 YK134             | 17 de desembre de 2001 | Socorro              | LINEAR                     |
| 141326 - | 2001 YM136             | 22 de desembre de 2001 | Socorro              | LINEAR                     |
| 141327 - | 2001 YB137             | 22 de desembre de 2001 | Socorro              | LINEAR                     |
| 141328 - | 2001 YB138             | 20 de desembre de 2001 | Palomar              | NEAT                       |
| 141329 - | 2001 YR144             | 17 de desembre de 2001 | Socorro              | LINEAR                     |
| 141330 - | 2001 YX145             | 18 de desembre de 2001 | Anderson Mesa        | LONEOS                     |
| 141331 - | 2001 YF146             | 18 de desembre de 2001 | Socorro              | LINEAR                     |
| 141332 - | 2001 YB153             | 19 de desembre de 2001 | Anderson Mesa        | LONEOS                     |
| 141333 - | 2001 YD153             | 19 de desembre de 2001 | Anderson Mesa        | LONEOS                     |
| 141334 - | 2001 YP154             | 19 de desembre de 2001 | Socorro              | LINEAR                     |
| 141335 - | 2001 YP156             | 20 de desembre de 2001 | Palomar              | NEAT                       |
| 141336 - | 2002 AH2               | 3 de gener de 2002     | Socorro              | LINEAR                     |
| 141337 - | 2002 AO2               | 5 de gener de 2002     | Socorro              | LINEAR                     |
| 141338 - | 2002 AD4               | 6 de gener de 2002     | Socorro              | LINEAR                     |
| 141339 - | 2002 AZ4               | 5 de gener de 2002     | Cima Ekar            | Asiago-DLR Asteroid Survey |
| 141340 - | 2002 AE5               | 8 de gener de 2002     | Oaxaca               | J. M. Roe                  |
| 141341 - | 2002 AZ6               | 9 de gener de 2002     | Cima Ekar            | Asiago-DLR Asteroid Survey |
| 141342 - | 2002 AN9               | 11 de gener de 2002    | Desert Eagle         | W. K. Y. Yeung             |
| 141343 - | 2002 AK13              | 9 de gener de 2002     | Haleakala            | NEAT                       |
| 141344 - | 2002 AD15              | 6 de gener de 2002     | Socorro              | LINEAR                     |
| 141345 - | 2002 AQ15              | 7 de gener de 2002     | Socorro              | LINEAR                     |
| 141346 - | 2002 AF16              | 4 de gener de 2002     | Haleakala            | NEAT                       |
| 141347 - | 2002 AR18              | 8 de gener de 2002     | Needville            | Needville                  |
| 141348 - | 2002 AJ19              | 8 de gener de 2002     | Socorro              | LINEAR                     |
| 141349 - | 2002 AO22              | 7 de gener de 2002     | Haleakala            | NEAT                       |
| 141350 - | 2002 AR22              | 8 de gener de 2002     | Haleakala            | NEAT                       |
| 141351 - | 2002 AE25              | 8 de gener de 2002     | Palomar              | NEAT                       |
| 141352 - | 2002 AD27              | 14 de gener de 2002    | Desert Eagle         | W. K. Y. Yeung             |
| 141353 - | 2002 AD28              | 7 de gener de 2002     | Anderson Mesa        | LONEOS                     |
| 141354 - | 2002 AJ29              | 14 de gener de 2002    | Anderson Mesa        | LONEOS                     |
| 141355 - | 2002 AK29              | 8 de gener de 2002     | Socorro              | LINEAR                     |
| 141356 - | 2002 AN29              | 8 de gener de 2002     | Socorro              | LINEAR                     |
| 141357 - | 2002 AU29              | 8 de gener de 2002     | Socorro              | LINEAR                     |
| 141358 - | 2002 AZ32              | 12 de gener de 2002    | Oaxaca               | J. M. Roe                  |
| 141359 - | 2002 AN36              | 9 de gener de 2002     | Socorro              | LINEAR                     |
| 141360 - | 2002 AV36              | 9 de gener de 2002     | Socorro              | LINEAR                     |
| 141361 - | 2002 AK37              | 9 de gener de 2002     | Socorro              | LINEAR                     |
| 141362 - | 2002 AP37              | 9 de gener de 2002     | Socorro              | LINEAR                     |
| 141363 - | 2002 AJ38              | 9 de gener de 2002     | Socorro              | LINEAR                     |
| 141364 - | 2002 AM38              | 9 de gener de 2002     | Socorro              | LINEAR                     |
| 141365 - | 2002 AE39              | 9 de gener de 2002     | Socorro              | LINEAR                     |
| 141366 - | 2002 AJ44              | 9 de gener de 2002     | Socorro              | LINEAR                     |
| 141367 - | 2002 AL44              | 9 de gener de 2002     | Socorro              | LINEAR                     |
| 141368 - | 2002 AB45              | 9 de gener de 2002     | Socorro              | LINEAR                     |
| 141369 - | 2002 AX45              | 9 de gener de 2002     | Socorro              | LINEAR                     |
| 141370 - | 2002 AG48              | 9 de gener de 2002     | Socorro              | LINEAR                     |
| 141371 - | 2002 AJ49              | 9 de gener de 2002     | Socorro              | LINEAR                     |
| 141372 - | 2002 AA52              | 9 de gener de 2002     | Socorro              | LINEAR                     |
| 141373 - | 2002 AS52              | 9 de gener de 2002     | Socorro              | LINEAR                     |
| 141374 - | 2002 AW52              | 9 de gener de 2002     | Socorro              | LINEAR                     |
| 141375 - | 2002 AL57              | 9 de gener de 2002     | Socorro              | LINEAR                     |
| 141376 - | 2002 AZ60              | 11 de gener de 2002    | Socorro              | LINEAR                     |
| 141377 - | 2002 AJ64              | 11 de gener de 2002    | Socorro              | LINEAR                     |
| 141378 - | 2002 AW65              | 12 de gener de 2002    | Socorro              | LINEAR                     |
| 141379 - | 2002 AP66              | 12 de gener de 2002    | Socorro              | LINEAR                     |
| 141380 - | 2002 AF68              | 11 de gener de 2002    | Kitt Peak            | Spacewatch                 |
| 141381 - | 2002 AP69              | 8 de gener de 2002     | Socorro              | LINEAR                     |
| 141382 - | 2002 AW71              | 8 de gener de 2002     | Socorro              | LINEAR                     |
| 141383 - | 2002 AY71              | 8 de gener de 2002     | Socorro              | LINEAR                     |
| 141384 - | 2002 AV74              | 8 de gener de 2002     | Socorro              | LINEAR                     |
| 141385 - | 2002 AK75              | 8 de gener de 2002     | Socorro              | LINEAR                     |
| 141386 - | 2002 AV79              | 8 de gener de 2002     | Socorro              | LINEAR                     |
| 141387 - | 2002 AV80              | 9 de gener de 2002     | Socorro              | LINEAR                     |
| 141388 - | 2002 AQ85              | 9 de gener de 2002     | Socorro              | LINEAR                     |
| 141389 - | 2002 AU85              | 9 de gener de 2002     | Socorro              | LINEAR                     |
| 141390 - | 2002 AH87              | 9 de gener de 2002     | Socorro              | LINEAR                     |
| 141391 - | 2002 AA106             | 9 de gener de 2002     | Socorro              | LINEAR                     |
| 141392 - | 2002 AO108             | 9 de gener de 2002     | Socorro              | LINEAR                     |
| 141393 - | 2002 AU108             | 9 de gener de 2002     | Socorro              | LINEAR                     |
| 141394 - | 2002 AS109             | 9 de gener de 2002     | Socorro              | LINEAR                     |
| 141395 - | 2002 AX128             | 14 de gener de 2002    | Desert Eagle         | W. K. Y. Yeung             |
| 141396 - | 2002 AC129             | 13 de gener de 2002    | Socorro              | LINEAR                     |
| 141397 - | 2002 AS129             | 15 de gener de 2002    | Kingsnake            | J. V. McClusky             |
| 141398 - | 2002 AV129             | 15 de gener de 2002    | Kingsnake            | J. V. McClusky             |
| 141399 - | 2002 AN131             | 8 de gener de 2002     | Socorro              | LINEAR                     |
| 141400 - | 2002 AD132             | 8 de gener de 2002     | Socorro              | LINEAR                     |